# Symfonie nr. 9 (Schnittke)
Alfred Schnittke werkte aan zijn Symfonie nr. 9 gedurende het jaar 1997; in 1998 overleed de componist.

## Geschiedenis
Schnittke woonde al jaren in Hamburg toen hij wederom getroffen werd door een herseninfarct. Daarbij ging zijn spraakvermogen verloren en had hij geen beheersing meer over zijn rechterhand. Toch componeerde hij door na zijn laatste toeval in 1994. De door hem achtergelaten manuscripten zijn ingetekend met zijn linkerhand en dat maakte de partituur niet goed leesbaar en / of betrouwbaar. In tegenstelling tot bijvoorbeeld Gustav Mahler leverde Schnittke wel drie volledige delen, maar deze moesten uit een soort schets omgezet worden naar een tekening met scherpe lijnen. De vrouw van Alfred, Irina, zocht naar geschikte kandidaten en vond de meest geschikte uiteindelijk in Nikolaj Korndorf. Die begon aan de klus, maar overleed vrij snel daarna aan een tumor. Mevrouw Schnittke gaf het manuscript vervolgens aan Aleksandr Raskatov, die de 53 pagina’s mocht proberen te ontcijferen. Dat viel niet mee, want was een dissonant nu bedoeld op papier gekomen of was de linkerhand debet aan dat valse akkoord. Raskatov moest daarbij voor ogen houden wat de componist uiteindelijk bedoeld zou hebben en hij moest proberen te voorkomen dat het een werk werd van Raskatov, gebaseerd op de schetsen van Schnittke.
Een bijkomende moeilijkheid was dat Schnittke aan het eind van zijn leven zijn stijl van componeren drastisch begon wijzigen; hij neeg veel meer naar de stijlen, die Arvo Pärt en Valentin Silvestrov hanteerden. Ascetisch, zwaar naar religie hangende muziek.
Schnittke leverde drie volledige delen op. Een aantal van de symfonieën van Schnittke verlangt ook een zanger of koor. Vraag was: Was het de bedoeling om dat in deze symfonie toe te passen? Irina Schnittke had haar man daar nooit een opmerking over horen maken en de drie delen laten zuiver instrumentale muziek horen. Moest er nog een vierde deel achter? Vele (traditionele) symfonieën bestaan uit 4 delen. Die vraag kon niet met zekerheid beantwoord worden, Raskatov vond de drie delen genoeg (hij leverde wel een alternatief: zijn Nunc Dimitis). De vraag of Schnittke deel uitmaakt van het 9e Symfonie-syndroom bleef daarmee ook open; was de symfonie voltooid of niet? Tot slot was de vraag in welk tempo deel 1 gespeeld moest worden; de tempoaanduiding ontbrak.

## Muziek
De symfonie zoals die door Raskatov is gereconstrueerd, men sprak niet over voltooiing, bestaat uit drie delen:
1. Andante van circa 20 minuten (onzeker is dus of andante het juiste tempo is)
2. Moderato van circa 9 minuten
3. Presto van circa 9 minuten.

De muziek is on-Schnittke-aans. Ze neigt inderdaad naar Pärt of Valentin. De vergelijking met Pärt is het meest voor de hand. De muziek is richtingloos, is zweverig qua toonbeeld, ritme en melodie ontbreken; de muziek lijkt af en toe te stralen. Daartegenover staat dat de muziek Schnittke veel minder “zoet” klinkt dan die van Pärt; door het toepassen van de grote trom krijgt de muziek soms een dreigende lading mee, die bij de Est niet vaak voorkomt. Hoe de stijl van Schnittke dan ook veranderd mocht zijn, soms duikt de “oude” Schnittke ineens op. De muziek begint met twee fragmenten uit toonladders, maar binnen 40 seconden staat de eerste dissonant op papier, die direct het werk in een mystieke klank trekt, die het hele werk niet meer losgelaten wordt. In deel 2 komt plotseling een klavecimbel naar voren, een wending die Schittke vaker toepaste. Een fortissimo-fragment wordt dan door de fragiele klanken van die klavecimbel ineens tot pianissimo gereduceerd. De percussie-partijen hebben voorts een behoorlijke invloed op de uiteindelijke muziek, terwijl die bij Pärt meer ter ondersteuning van het geheel dienen.
De vraag of er een vierde deel ontbreekt blijft onopgelost; deel 3 het presto sluit namelijk af met een soort coda waarin de stemming van het begin deel terugkeert; hetgeen een afsluiting van de symfonie zou kunnen zijn.

## Orkestratie
Hoe geblokkeerd Schnittke ook was; het werk vergt een behoorlijke groot symfonieorkest;
- 3 dwarsfluiten waarvan 1 piccolo, 3 hobo’s waarvan 1 althobo; 3 klarinetten waarvan 1 basklarinet, 3 fagotten;
- 4 hoorns, 2 trompetten, 3 trombones, 1 tuba
- 3 man / vrouw percussie waaronder grote trom, pauken, glockenspiel, vibrafoon, tamtam; klavecimbel;
- violen, altviolen, celli, contrabassen.

## Betekenis
Irina Schnittke vermoedde uit het gedrag van haar man en deze compositie diens bedoeling met het werk. De tijd voor Schnittke leek steeds sneller te gaan, vandaar het oplopende tempo in de symfonie; een andere mogelijkheid zou kunnen zijn, dat Schittke zijn einde toch voelde naderen en vond dat hij steeds minder tijd had.

## Meningen
De meningen over de symfonie waren na het uitbrengen op compact disc niet al te positief. Dit werd waarschijnlijk (mede) veroorzaakt doordat de symfonie werd beoordeeld door Schnittke-liefhebbers. De stijl is echter zo anders dan het andere werk, dat men beter Pärt- of Silvestrov-liefhebbers had kunnen inschakelen. Voor Schnittkes doen lijkt deze symfonie vlak en emotieloos, hetgeen uiteraard ook de bedoeling van de componist geweest kan zijn; zijn leven was natuurlijk ook vervlakt. Er werd tevens een vergelijking gemaakt met de laatste werken van Dmitri Sjostakovitsj, die ook dat dreigende slagwerk gebruikte.

## Uitvoering
De eerste uitvoering werd verzorgd door de Dresdner Philharmonie onder leiding van Dennis Russell Davies; in aanloop op die première werd het werk nog enigszins aangepast op gebied van interpunctie en bijvoorbeeld toepassen van dempers. Datum van uitvoering 16 juni 2007 in de Dresdners Frauenkirche. Op het programma stond tevens Nunc Dimitis van Raskatov, een in memoriam aan Schnittke.

## Discografie
- Uitgave ECM Records: opname januari 2008 in Dresden, door Dresdner Philharmonie onder leiding van Dennis Russell Davies;
- Uitgave BIS Records: Kaapstad Philharmonisch Orkest o.l.v. Owain Arwel Hughes